# Чометі
Чометі (груз. ჩომეთი) — село в Грузії.
За даними перепису населення 2014 року в селі проживає 174 особи.